# Batalha de Patay
A Batalha de Patay (18 de Junho de 1429) foi um confronto militar travado durante a Guerra dos Cem Anos entre a França e a Inglaterra no centro-norte da França. Foi uma vitória decisiva para os franceses e mudou o rumo da guerra. Embora creditada a Joana d'Arc, a maioria dos combates ocorreu na vanguarda do exército francês.

## Contexto
Após o alívio do Cerco de Orléans, o exército francês havia recapturado várias fortalezas inglesas no vale do Loire. Quase todos na França ao norte do Rio Loire estava sob controle estrangeiro. A vitória francesa em Orléans destruiu a única ponte controlada por franceses. Três pequenas batalhas tinham recuperado pontes ao longo do Loire.
A recaptura do Rio Loire em 1429 constou de cinco batalhas:
1. O Cerco de Orléans;
2. A Batalha de Jargeau;
3. A Batalha de Meung-sur-Loire;
4. A Batalha de Beaugency;
5. A Batalha de Patay.

Nesta batalha, o exército Inglês tentou usar a mesma táctica que tinha usado nas vitoriosas batalhas de Crecy, em 1346, Poitiers, em 1356 e Agincourt, em 1415. Estas táticas tinham um extenso número de longos arcos afiados empurrados para o chão e defendido por homens em frente do seu exército inimigo, os arcos impediam o avanço da cavalaria enquanto o exército Inglês massacrava o resto do inimigo. No entanto, na Batalha de Patay, os cavaleiros franceses foram finalmente capazes de penetrar nos arcos Ingleses.
Nenhum outro país na Europa tão utilizava arcos como a Inglaterra. Embora a arma era relativamente barata de se produzir, o custo de manutenção era proibitivo: a única formação necessária para operar a arma a fazer a manutenção era a de um exército permanente. Durante a Idade Média mais soldados lutaram, e muitas campanhas acabaram em tempo para a colheita do Outono. Nobres e soldados eram os únicos que tinham profissionalizações.
O arco longo inglês tinha dois pontos fracos: a ligeireza de homens indefesos em combate e o extenso treinamento Inglês geraram atraso na produção de novos arcos. O exército Francês explorou esses pontos na batalha.

## A batalha
Um reforço do exército Inglês comandado por Sir John Fastolf partiu de Paris na sequência da derrota em Orléans. Os Franceses haviam se mudado rapidamente, capturando três pontes e os Ingleses haviam se rendido Beaugency na véspera do exército de Fastolf chegar. Os Franceses, na convicção de que não podiam ultrapassar um plenamente preparado exército Inglês em batalha aberta, esperavam encontrar o exército Inglês despreparado e vulnerável.
O exército Inglês reencontrou os restantes defensores de Meng-sur-Loire. Os franceses tinham tomado apenas a ponte neste local, não o castelo vizinho ou o castelo da cidade. O exército Inglês era excelente em batalhas abertas, e assumiram uma posição cuja localização exata é desconhecida, mas tradicionalmente acreditavam estar perto da pequena aldeia de Patay. Fastolf, John Talbot e Sir Thomas Escalas comandaram o exército Inglês.
A tática defensiva dos Ingleses era conduzir participações em terra perto de suas posições. Isto impediria encargos da cavalaria e infantaria durante tempo suficiente para os arcos terem uma palavra decisiva sobre o inimigo. No entanto, os arcos britânicos inadvertidamente revelaram a sua posição para vigias franceses antes de que pudessem terminar seus preparativos.
Com a notícia da posição inglesa, cerca de 1,5 mil homens dos capitães La Hire e Jean Poton de Xaintrailles, fortemente armados, blindados e a  cavalaria do exército francês, atacou o exército Inglês. A batalha rapidamente virou um tumulto, com todos ingleses fugindo sobre cavalos enquanto a infantaria, na sua maioria composta de protetores dos arcos, foram cortados em massa. Os arcos nunca foram destinados ao combate contra cavaleiros blindados e preparados a partir de posições em que os Ingleses não poderiam atacar eles, então os Ingleses foram massacrados. Pela primeira vez uma tática Francesa de um grande ataque frontal da cavalaria tinha dado certo, e com resultados decisivos.